# Týnecká lípa
Týnecká lípa je památný strom v Týnci jihovýchodně od Plané. Lípa velkolistá (Tilia platyphyllos) roste na návsi ve středu vsi v nadmořské výšce 574 m. Obvod jejího kmene měří 435 cm a koruna stromu dosahuje do výšky 14 m (měření 2004). Lípa je chráněna od roku 2004 pro svůj vzrůst a jako krajinná dominanta.

## Stromy v okolí
- Jeřáb u Kosího potoka
- Buk u měšťanského pivovaru v Plané
- Alej ke Svaté Anně v Plané